# Эллиотт, Эбби
Эбиге́йл «Э́бби» Э́ллиотт (англ. Abigail «Abby» Elliott; род. 16 июня 1987, Нью-Йорк, Нью-Йорк) — американская актриса

, комедиантка, сценарист и телепродюсер. Наиболее известна как участница комедийного скетч-шоу NBC «Saturday Night Live» (2008—2012) и по роли в комедийно-драматическом сериале FX/Hulu «Медведь» (с 2022 года), принёсшей ей премию Гильдии киноактёров США и номинацию на премию «Золотой глобус» (2024). 

## Ранние годы
Эбигейл Эллиотт родилась 16 июня 1987 года в Нью-Йорке, штат Нью-Йорк, США, в семье актёра и комика Криса Эллиотта и координатора талантов Полы Нидерт Эллиотт. У неё есть младшая сестра — Брайди Эллиотт (род. 1990), актриса и комедиантка. Её дедушкой по отцовской линии был Боб Эллиотт (1923—2016), радиокомик. Она выросла в Уилтоне, штат Коннектикут. В 2005 году она окончила старшую школу Immaculate в Данбери, штат Коннектикут, где играла в школьных пьесах и мюзиклах. После окончания школы она поступила в колледж Мэримаунт Манхэттен в Нью-Йорке, но бросила учёбу в течение первого семестра.

## Карьера
Эллиотт посещала уроки комедии в The Groundlings и, в конечном итоге, начала тренироваться и выступать в различных скетч-шоу в театре «Бригады честных граждан» в Лос-Анджелесе.
В 2006 году Эллиотт сыграла роли второго плана в пилотных эпизодах ситкомов «Вы дозвонились до Эллиоттов» и «Крисси: Просто и понятно». С 2008 по 2012 года она была участницей комедийного скетч-шоу NBC «Saturday Night Live», появившись в нём в третьем поколении (после своего отца и деда) и став самой молодой женщиной, вошедшей в его актёрский состав. 
После ухода из «Saturday Night Live» в 2012 году, Эллиотт появлялась с гостевыми ролями в телесериалах «Две девицы на мели», «Как я встретил вашу маму», «Счастливый конец» и «Внутри Эми Шумер».
С 2022 года Эллиотт играет Натали «Шугар» Берзатто в комедийно-драматического сериале FX/Hulu «Медведь». Роль принесла ей премию Гильдии киноактёров США и номинацию на премию «Золотой глобус».

## Личная жизнь
С 2010 по 2011 год Эллиотт встречалась с коллегой по «Saturday Night Live» Фредом Армисеном.
С 3 сентября 2016 года Эллиотт замужем за телесценаристом Биллом Кеннеди, с которым встречалась два года до свадьбы. У супругов двое детей: дочь Эдит Пеппер Кеннеди (род. октябре 2020) и сын Уильям Джозеф Ланни Кеннеди-четвёртый (род. 9 июня 2023).

## Фильмография
| Год       |     | Русское название                                    | Оригинальное название                       | Роль |
| --------- | --- | --------------------------------------------------- | ------------------------------------------- | --- |
| 2006      | с   | Вы дозвонились до Эллиоттов                         | You’ve Reached the Elliotts                 | Кристин |
| 2006      | с   | Крисси: Просто и понятно                            | Chrissy: Plain & Simple                     | — |
| 2006      | мс  | Миноритим                                           | Minoriteam                                  | компьютер |
| 2008      | мс  | Царь горы                                           | King of the Hill                            | девушка-хипстер / Мелроуз / клерк №1 |
| 2008—2011 | с   | Полуночное шоу                                      | The Midnight Show                           | Бонни Хант / разные роли |
| 2008—2012 | с   | Saturday Night Live                                 | Saturday Night Live                         | Анджелина Джоли / Мари Осмонд / Нэнси Грэйс / Гертруда Берримор / Пола / Анна Фэрис / Сара Маклахлан / Кристина Агилера / Бриттани Мерфи / Мэрилин Монро / Мерил Стрип / Энн Хэтэуэй / Мелисса Этеридж / Сара Хейнс / Джессика Макклюр / Кей Ди Ланг / Кэти Джеймисон / Брук Хоган / Рейчел Берри / Рэйчел Мэддоу / Хлои Кардашьян / Луиза фон Трапп / Ширли / Афродита / шуба Ронда / Зоуи Дешанель / Кирстен Данст / Кэтрин, принцесса Уэльская / Кеша / Гермиона Грейнджер и другие персонажи |
| 2009      | кор | Тонкие стены                                        | Thin Walls                                  | — |
| 2009      | с   | Saturday Night Live: новости выходных в четверг     | Saturday Night Live Weekend Update Thursday | Кристин Каваллари |
| 2009—2010 | с   | Оригинальные комедии театра «Бригады честных людей» | UCB Comedy Originals                        | разные роли |
| 2011      | ф   | Больше чем секс                                     | No Strings Attached                         | Джой |
| 2011      | кор | Моя аниме-подруга                                   | My Anime Girlfriend                         | Юруки |
| 2011      | ф   | Шоссе                                               | High Road                                   | Моника |
| 2011—2013 | с   | Оригинальные видео CollegeHumor                     | CollegeHumor Originals                      | Чэннон / Золушка |
| 2012      | с   | Гадкие американцы                                   | Ugly Americans                              | Эмили |
| 2012      | с   | Помощница                                           | The Assistant                               | Эбби |
| 2012      | ф   | Коротышка                                           | Fun Size                                    | Лара |
| 2012      | с   | Две девицы на мели                                  | 2 Broke Girls                               | Рут |
| 2013      | с   | Счастливый конец                                    | Happy Endings                               | Кэти |
| 2013—2014 | с   | Как я встретил вашу маму                            | How I Met Your Mother                       | Джинетт Питерсон |
| 2013—2014 | с   | Внутри Эми Шумер                                    | Inside Amy Schumer                          | Бри / Джоселин |
| 2014      | ф   | Партнёры по жизни                                   | Life Partners                               | Ванесса |
| 2014      | ф   | Черепашки-ниндзя                                    | Teenage Mutant Ninja Turtles                | Тейлор |
| 2014      | с   | Гарфанкел и Оутс                                    | Garfunkel and Oates                         | Шевроле |
| 2014      | ф   | Половое воспитание                                  | Sex Ed                                      | Триш |
| 2014      | тф  | Жить мечтой                                         | Living the Dream                            | Энни Паркер |
| 2015—2017 | с   | Неправильная мама                                   | Odd Mom Out                                 | Брук фон Уэбер |
| 2015—2019 | мс  | Звёздная принцесса и силы зла                       | Star vs. the Forces of Evil                 | Джанна Ордония / шепчущий голос и другие персонажи |
| 2016      | ф   | Лучше быть одиноким                                 | Better Off Single                           | Анджела |
| 2016      | с   | Сложные люди                                        | Difficult People                            | Кейла |
| 2016—2018 | мс  | Дом: приключения Типа и О                           | Home: Adventures with Tip & Oh              | Челси |
| 2017      | с   | Это хит!                                            | It’s a Hit!                                 | — |
| 2018      | ф   | Призрак Клары                                       | Clara’s Ghost                               | Джули Рейнольдс |
| 2018      | тф  | Час редукторши                                      | The Reductress Hour                         | Энни Эллиотт |
| 2018      | с   | Одиноки вместе                                      | Alone Together                              | Меган |
| 2020      | с   | В долгах как в шелках                               | Indebted                                    | Ребекка Кляйн |
| 2022      | с   | В поиске                                            | Search Party                                | доктор Аманда Бейби |
| 2022      | с   | Правдивая история с Эдом и Рэндаллом                | True Story with Ed & Randall                | жена Уилла |
| 2022      | ф   | Оптом дешевле                                       | Cheaper by the Dozen                        | Триша |
| 2022—2026 | с   | Медведь                                             | The Bear                                    | Натали «Шугар» Берзатто |
| 2025      | мс  | Крапополис                                          | Krapopolis                                  | Лакесис |
|           | с   | Всё её вина                                         | All Her Fault                               | Лия |
|           | мф  | Приключения пьяницы                                 | The Adventures of Drunky                    | — |

### Видеоклипы
| Год  | Артист            | Название    | Роль           |
| ---- | ----------------- | ----------- | -------------- |
| 2009 | The Lonely Island | Like a Boss | бэк-танцовщица |

## Награды и номинации
| Год  | Премия                           | Категория                                                                 | Работа  | Результат |
| ---- | -------------------------------- | ------------------------------------------------------------------------- | ------- | --------- |
| 2023 | Премия Гильдии киноактёров США   | Лучший актёрский состав в комедийном сериале                              | Медведь | Номинация |
| 2023 | Международная премия онлайн-кино | Лучший актёрский состав в драматическом составе                           | Медведь | Номинация |
| 2024 | Астра                            | Лучшая женская роль второго плана в потоковом комедийном сериале          | Медведь | Номинация |
| 2024 | Премия Гильдии киноактёров США   | Лучший актёрский состав в комедийном сериале                              | Медведь | Победа    |
| 2024 | Золотое дерби                    | Лучшая женская роль второго плана в комедийном сериале                    | Медведь | Номинация |
| 2024 | Золотой глобус                   | Лучшая женская роль второго плана — мини-сериал, телесериал или телефильм | Медведь | Номинация |
| 2024 | Международная премия онлайн-кино | Лучший актёрский состав в драматическом составе                           | Медведь | Номинация |
| 2025 | Премия Гильдии киноактёров США   | Лучший актёрский состав в комедийном сериале                              | Медведь | Номинация |